# Лекуму
Леку́му (фр. Lékoumou) — департамент в Республіці Конго. Межує з департаментами Буенза, Ніарі, Плато і Пул та з Габоном. Площа - 20 950 км². Населення на 2010 рік - 85 617 осіб. Щільність населення - 4,09 людини/км². Природний приріст - 2,91%. Адміністративний центр - місто Сибіті.

## Населення
Динаміка зміни чисельності населення:
| Рік  | населення |
| ---- | --------- |
| 1984 | 72 829    |
| 1996 | 75 734    |
| 2006 | 82 439    |
| 2010 | 85 617    |

## Адміністративний поділ
Включає 5 округів :
- Бамбама (4906 осіб).
- Занага (16 649 осіб).
- Комоно (14 581 осіб).
- Маєє (13 649 осіб).
- Сибіті (46 608 осіб).